# جبهة لأجل الديمقراطية
جبهة لأجل الديمقراطية (بالهولندية: Forum voor Democratie) هو حزب سياسي هولندي يميني شعبوي ومحافظ تم تأسيسه في سنة 2016 من قبل تييري بوديه وهانك أوتن. يعارض هذا الحزب الاتحاد الأوروبي ويؤيد خروج هولندا من الاتحاد. ويؤيد زيادة الانفاق على الشرطة ومضاعفة العقوبات على المتهمين بالإرهاب، ويؤيد أيضاً الاقتصاد الحر وتقليل الضرائب وتقليص الهجرة. تمكن الحزب من الفوز بثلاثة مقاعد في أول انتخابات شارك بها في سنة 2017.